# Шамотульські

Варіант гербу наленч

Шамотульські — польський шляхетський рід гербу Наленч. Прізвище походить від назви родового володіння — міста Шамотули в Польщі.

## Представники
- Доброґост із Шамотул — познанський воєвода, загинув у битві під Усьцєм 1226 року
- Томаш — познанський каштелян
- Вінцент — познанський воєвода (1328-1332),  великопольський староста
- Шедзівой Вір — бнінський каштелян 1379 року
- Томіслав — познанський воєвода
  - Доброґост «Малий»
- Вінцентій — львівський (генеральний руський) староста
- Доброґост — познанський каштелян, староста генерал великопольський, дружина — донька Дмитра з Гораю, Божого Дару Єлизавета, привнесла маєтності Туробин (Холмська земля (нині центр Ґміни Туробин), Біловоля, Кочуга
- Ян — син Доброґоста
- Ян Свідва — каліський воєвода
- Ядвіґа — дружина князя Мазовецького, Белзького Казимира
- Катажина — дружина Міхала Лясоцького
- Катажина Беата — перша дружина Даниловича Петра[1][2]